# Jastrzębia Góra (gromada)
Jastrzębia Góra (do 31 XII 1959 Karwia) – dawna gromada, czyli najmniejsza jednostka podziału terytorialnego Polskiej Rzeczypospolitej Ludowej w latach 1954–1972.
Gromady, z gromadzkimi radami narodowymi (GRN) jako organami władzy najniższego stopnia na wsi, funkcjonowały od reformy reorganizującej administrację wiejską przeprowadzonej jesienią 1954 do momentu ich zniesienia z dniem 1 stycznia 1973, tym samym wypierając organizację gminną w latach 1954–1972.
Gromadę Jastrzębia Góra z siedzibą GRN w Jastrzębiej Górze (w latach 1973–2014 w granicach Władysławowa) utworzono 1 stycznia 1960 w powiecie puckim w woj. gdańskim w związku z przeniesieniem siedziby gromady Karwia (obejmującej Karwię, Ostrowo, Jastrzębią Górę, Tupadły, Rozewie i  Jasne Wybrzeże) z Karwi do Jastrzębiej Góry i przemianowaniem jednostki na Jastrzębia Góra. Dla gromady ustalono 18 członków gromadzkiej rady narodowej.
30 czerwca 1963 gromadę Jastrzębia Góra zniesiono nadając jej status osiedla, równocześnie łącząc Karwię, Ostrowo, Jastrzębią Górę, Tupadła, Rozewie i Jasne Wybrzeże w jeden organizm.
1 stycznia 1970 z osiedla Jastrzębia Góra wyłączono miejscowość Tupadły oraz grunty o powierzchni 423,42 ha, włączając je gromady Strzelno w tymże powiecie.
1 stycznia 1973 osiedle Jastrzębia Góra włączono do Władysławowa, w granicach którego pozostało do 1 stycznia 2015, kiedy to Karwia, Ostrowo, Rozewie, Tupadły i Jastrzębia Góra zostały z niego wyłączone jako samodzielne wsie w obrębie gminy Władysławowo.